# Knife River

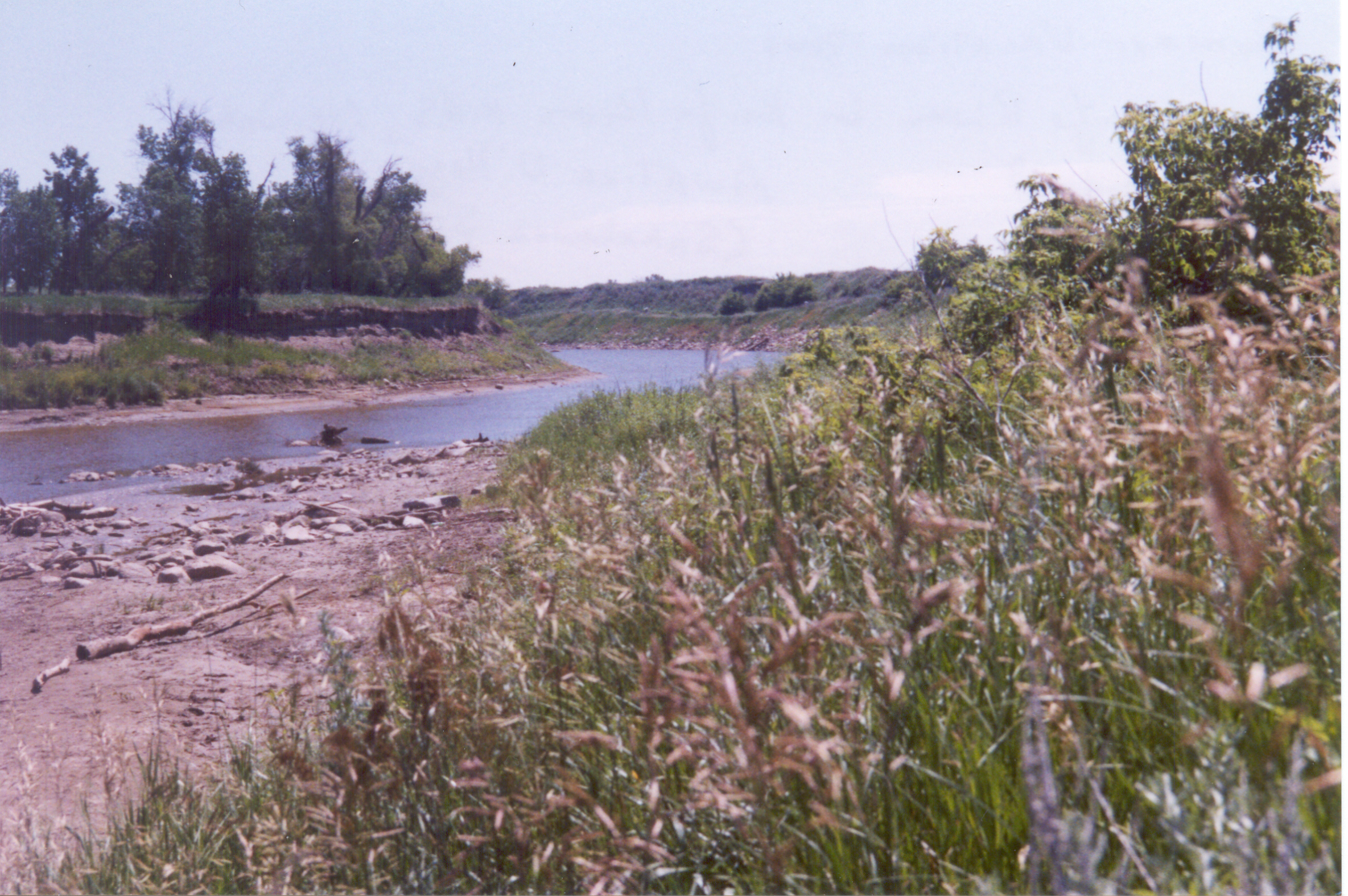

La Knife River est un affluent de la rivière Missouri, d’environ 193 km de long, dans le Dakota du Nord aux États-Unis. 
Elle prend sa source dans le centre-ouest du Dakota du Nord, dans les monts Killdeer dans le comté de Dunn. Elle coule vers l’est et est rejointe par Spring Creek près de Beulah. Elle rejoint le Missouri au nord de Stanton, au site historique national des Villages indiens de Knife River.
La rivière est constamment inondée après la fonte printanière.

## Source
- (en) Cet article est partiellement ou en totalité issu de l’article de Wikipédia en anglais intitulé « Knife River » (voir la liste des auteurs).